# Mendoncia tonduzii
Mendoncia tonduzii är en akantusväxtart som beskrevs av William Bertram Turrill. Mendoncia tonduzii ingår i släktet Mendoncia och familjen akantusväxter. Inga underarter finns listade i Catalogue of Life.